# Procedura di avvicinamento di precisione

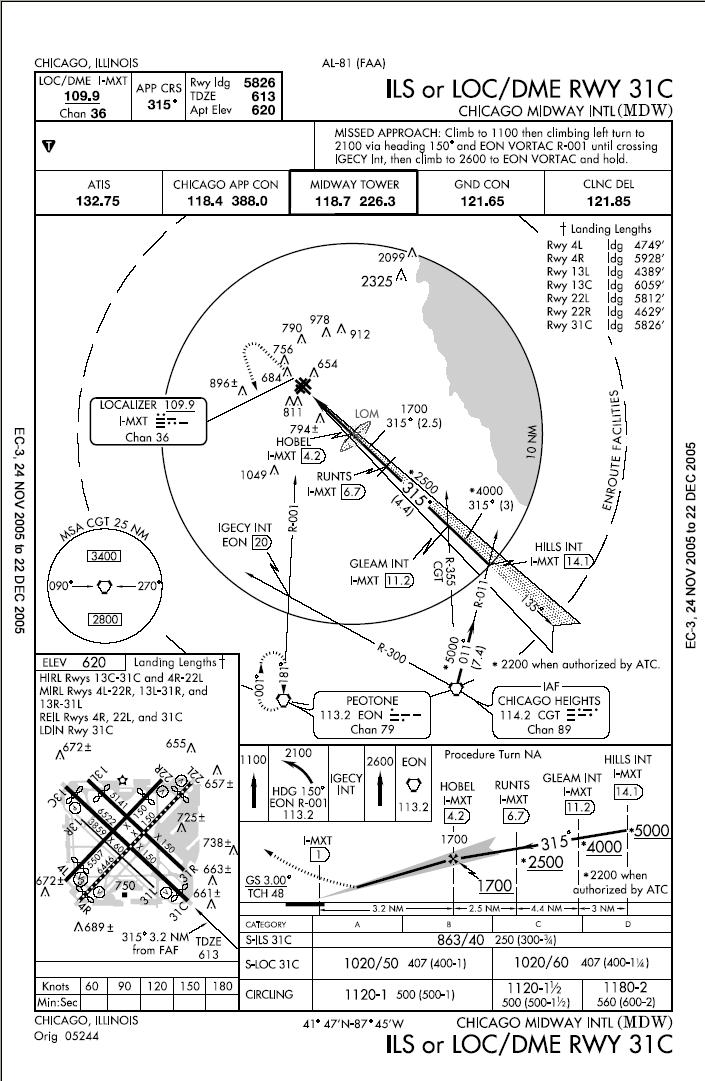
Una procedura strumentale di precisione per l'avvicinamento ILS sulla pista 31 centrale dell'Aeroporto Internazionale di Chicago-Midway.

In aviazione una procedura di avvicinamento di precisione (in lingua inglese precision approach procedure abbreviato in PA) è una particolare procedura di avvicinamento strumentale condotta seguendo le indicazioni di una o più radioassistenze che forniscono al pilota indicazioni circa la posizione verticale e laterale dell'aeromobile. La precisione di queste informazioni è tale da consentire l'atterraggio anche in condizioni di scarsissima visibilità.
Sono procedure di avvicinamento di precisione, per esempio, quelle che fanno uso di un Instrument landing system (ILS), di un Microwave Landing System (MLS) o di un radar di precisione.

## Condotta del volo
Il volo viene condotto dal pilota ricalcando esattamente la procedura descritta nelle pubblicazioni di informazioni aeronautiche con l'ausilio dei segnali trasmessi dalle radioassistenze oppure secondo le istruzioni impartite da un controllore del traffico aereo in caso di avvicinamenti GCA di precisione. Le manovre da effettuare sono differenti per ciascun aerodromo che può avere più procedure pubblicate a seconda radioassistenze disponibili, delle caratteristiche degli aeromobili e della pista d'atterraggio verso la quale si conduce l'avvicinamento.
Le procedure di avvicinamento di precisione sono pubblicate sulle carte aeronautiche secondo le procedure previste dal servizio informazioni aeronautiche. Standard di sicurezza garantiscono la separazione dagli ostacoli dal momento in cui l'aeromobile incomincia la procedura di precisione, fino a quando raggiunge una quota alla quale il pilota presumibilmente avrà in vista la pista e quindi decidere di atterrare a vista oppure, in caso contrario, incominciare la procedura di mancato avvicinamento. In quest'ultimo caso il pilota continuerà a percorrere la procedura lungo il segmento di mancato avvicinamento che consentirà al volo di raggiungere un circuito di attesa oppure di percorrere una rotta verso l'aeroporto alternato.

## Altezza e altitudine di decisione

Rappresentazione schematica della DA e della DH e della differenza tra i due valori

La precisione di un avvicinamento dipende dall'accuratezza delle indicazioni emesse dalle radiassistenze che guidano l'aeromobile durante la procedura ed è caratterizzata dall'altitudine di decisione (decision altitude, abbreviata in DA) o dall'altezza di decisione (decision height, abbreviata in DH).
Questi valori, indicati sulle carte di avvicinamento di precisione raccolte nelle pubblicazioni aeronautiche, rappresentano le quote alle quali, durante la discesa, il pilota deve rinunciare ad atterrare e incominciare una manovra di mancato avvicinamento se non è riuscito a stabilire il contatto visivo con la pista. La DA è una quota riferita al livello medio del mare, la DH all'elevazione della soglia della pista. A volte i due valori sono sintetizzati in un'unica abbreviazione: DA/H. Minore è il valore della DA/H e maggiore è la precisione dell'avvicinamento consentendo al pilota di scendere a quote molto basse, anche con visibilità ridotta, in attesa di vedere la pista e continuare anche senza ausili strumentali l'atterraggio.

## Categorie

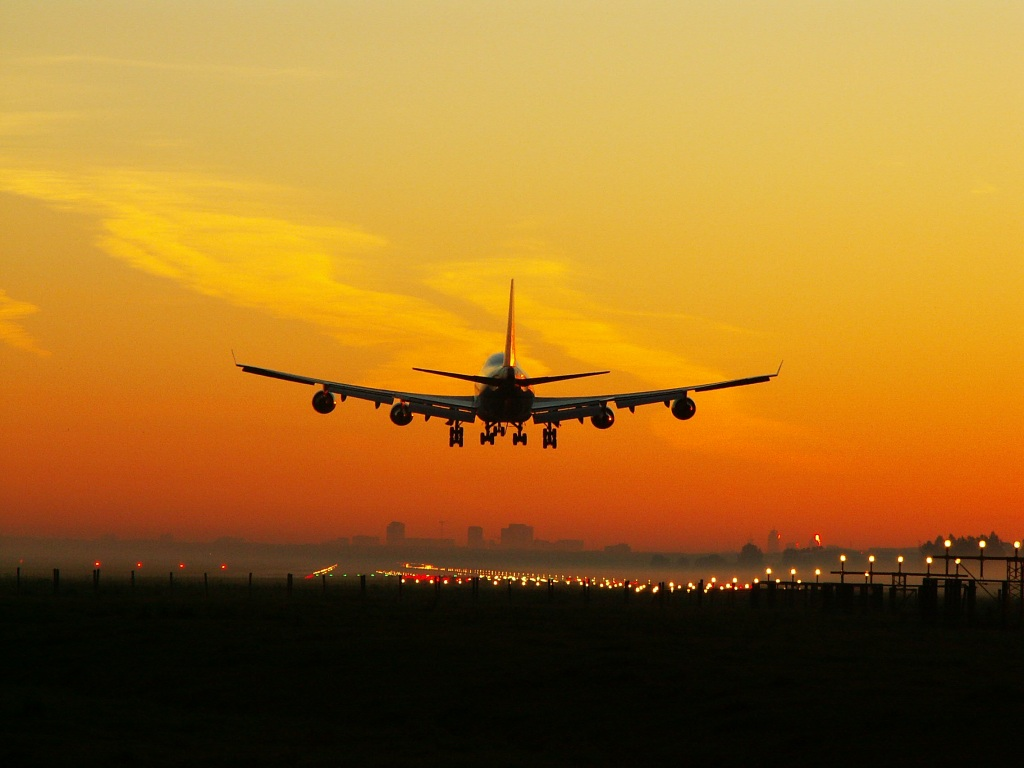
Aeromobile in atterraggio

Tenendo conto della loro accuratezza, la sicurezza aerea non consente di poter eseguire alcune procedure se le condizioni meteorologiche scendono al di sotto di determinati valori. A tale scopo le procedure di avvicinamento di precisione sono raggruppate in categorie a seconda delle operazioni praticabili sull'aeroporto. Le categorie sono tre (I, II, III) di cui la terza suddivisa in ulteriori tre sotto-categorie (A, B, C) ordinate dalla meno precisa (la prima) alla più accurata (la terza C). I parametri presi in considerazione per la categorizzazione sono la visibilità generale, la Runway Visual Range (RVR), cioè la visibilità calcolata lungo la pista di atterraggio, e la DH. Qualora l'RVR calcolata e la DH ricadano sotto differenti categorie, le operazioni di volo saranno condotte in accordo alla procedura più restrittiva.

### I categoria
Le operazioni di prima categoria (CAT I) sono consentite qualora la procedura di precisione permetta avvicinamenti con:
- visibilità generale ≥ 800 m oppure ≥ RVR 550 m;
- DH ≥ 200 ft.

### II categoria
Le operazioni di seconda categoria (CAT II) sono consentite qualora la procedura di precisione permetta avvicinamenti con:
- RVR ≥ 300 m;
- DH compresa tra 200 ft e 100 ft.

### III categoria A
Le operazioni di terza categoria "alpha" (CAT IIIA) sono consentite qualora la procedura di precisione permetta avvicinamenti con:
- RVR ≥ 175 m;
- DH < a 100 ft o nessuna DH.

### III categoria B
Le operazioni di terza categoria "bravo" (CAT IIIB) sono consentite qualora la procedura di precisione permetta avvicinamenti con:
- RVR < 175 m e ≥ 50 m;
- DH < a 50 ft o nessuna DH.

### III categoria C
Le operazioni di terza categoria "charlie" (CAT IIIC) sono consentite qualora la procedura di avvicinamento di precisione permetta avvicinamenti e atterraggi senza alcuna limitazione.